# Äußerer Knorrkogel
Der Äußere Knorrkogel (2920 m ü. A.), auch Äußerer Knorrkogl, ist ein Berggipfel im Gschlößkamm der Venedigergruppe im Norden Osttirols (Gemeinde Matrei in Osttirol).

## Lage und Aufstiegsmöglichkeiten
Der Äußere Knorrkogel ist ein kleines Felshorn im Zentrum des Gschlößkamms zwischen dem Inneren Knorrkogel (2882 m ü. A.) im Westen und dem Wildenkogel (3021 m ü. A.) im Osten. Vom Inneren Knorrkogel ist der Äußere Knorrkogel durch die Knorrscharte (2771 m ü. A.), vom Wildenkogel durch den Westgipfel des Wildenkogels (2952 m ü. A.) getrennt. Zwischen Innerem und Äußerem Knorrkogel erstreckt sich im Norden das Karleskees, das vom Karlesbach entwässert wird, zwischen Äußerem Knorrkogel und Wildenkogel befindet sich das Knorrkees.
Der Normalanstieg auf den Äußeren Knorrkogel erfolgt über die Lackach-Seenplatte, die entweder vom Matreier Tauernhaus über Wildenkogelweg und Wildenkogelscharte oder von der Badener Hütte und den Venediger Höhenweg erreicht werden kann. Danach erfolgt der Aufstieg weglos über Schrofen und in einer Schrofenrinne zum Gipfel (UIAA I). Des Weiteren bietet sich für die Ersteigung des Berges auch eine Gratüberschreitung vom Inneren Knorrkogel an, wobei der Übergang vom Inneren Knorrkogel über teils aufgeschichtete Blöcke zur Knorrscharte und im Norden an den nach Süden überhängenden Grattürmen vorbei zum Gipfel erfolgt (UIAA II). Eine weitere Variante bietet der Südwestgrat aus der Knorrscharte. K. Bröckelmann und F. Köll nutzten für die Erstbesteigung des Äußeren Knorrkogels die Südwestflanke, um noch am selben Tag den Inneren Knorrkogel durch Gratüberschreitung zu erreichen. Die Besteigung über den Südwestgrat nahm W. Teufel erstmals 1896 vor.